# 温亚尔乡
温亚尔乡，是中华人民共和国新疆维吾尔自治区伊犁哈萨克自治州伊宁县下辖的一个乡镇级行政单位。

## 行政区划
温亚尔乡下辖以下地区：
温亚尔村、下温亚尔村、贺加希村、上伊地力于孜村、伊地力于孜村、维吾尔布力开村和多浪村。